# Ken Caminiti
Kenneth Gene Caminiti (21 avril 1963 – 10 octobre 2004) était un joueur professionnel américain de baseball ayant évolué à la position de joueur de troisième but durant 15 saisons dans les Ligues majeures, principalement avec les Astros de Houston et les Padres de San Diego.
Il a remporté le titre de joueur par excellence de la Ligue nationale en 1996, gagné trois Gants dorés et un Bâton d'argent, été élu trois fois pour le match des étoiles du baseball majeur et participé à une Série mondiale.

## Carrière

### Débuts
Natif de Hanford, en Californie aux États-Unis, Ken Caminiti a joué au baseball et au football au Leigh High School de San Jose. Repêché par les Astros de Houston de la Ligue nationale en troisième ronde du repêchage de 1984, il s'aligne au niveau A avec les Astros d'Osceola dans la Florida State League en 1985, puis passe au niveau AA avec les Astros de Colombus en 1987.

### Ligues majeures
Caminiti dispute son premier match dans les majeures avec les Astros de Houston le 16 juillet 1987 et prend part à 63 matchs avec le grand club. Il cogne trois coups de circuit et produit 23 points.
En 1988, il ne prend part qu'à 30 parties avec Houston et s'aligne la majeure partie de la saison avec le club-école de l'équipe au niveau AAA, les Toros de Tucson de la Ligue de la côte du Pacifique.
Il dispute sa première saison complète avec les Astros en 1989, prenant part à 161 parties, produisant 72 points et frappant 10 circuits. Il atteint un sommet personnel de 80 points produits avec Houston en 1991. En 1994, il est choisi pour la première fois pour le match des étoiles.
Le 28 décembre 1994, Ken Caminiti est un des joueurs impliqués dans une importante transaction entre les Astros et les Padres de San Diego. Le joueur de troisième but est échangé aux Padres en compagnie de Steve Finley, Andujar Cedeno, Brian Williams et Roberto Petagine. En retour, Houston obtint Derek Bell, Ricky Gutierrez, Doug Brocail, Phil Plantier, Craig Shipley et Pedro A. Martinez.
Les statistiques de Caminiti explosent à San Diego. À sa première saison chez les Padres en 1995, il atteint de nouveaux sommets personnels avec 159 coups sûrs, 33 doubles, 26 circuits et 95 points produits. Il frappe dans une moyenne de ,302.
Il connait la meilleure année de sa carrière en 1996, avec 178 coups sûrs, 109 points marqués, 37 doubles, 40 circuits et 130 points produits, tous des sommets en carrière. Il présentera également sa meilleure moyenne au bâton en carrière, soit ,326. Ses statistiques lui valent d'être choisi pour le match d'étoiles une seconde fois, de remporter son deuxième Gant doré en défensive et le Bâton d'argent en attaque, et d'être nommé joueur par excellence de la Ligue nationale.
En 1997, il participe au match d'étoiles pour la dernière fois, mais ses statistiques déclinent légèrement : moyenne de ,290 et 90 points produits. Il ne frappe que pour ,252 et produit 82 points en 1998, à sa dernière année à San Diego. Il participe à la Série mondiale avec les Padres cette saison-là, mais ne frappe que pour ,143 en quatre parties contre les Yankees de New York, qui remportent le titre.
En 1999, il signe comme agent libre avec Houston et retourne avec les Astros, où il évoluera deux autres saisons, au cours desquelles il prendra part à moins de la moitié des matchs de son équipe. Il partage sa dernière saison dans les majeures, en 2001, entre les Rangers du Texas et les Braves d'Atlanta. 
Reconnu comme un excellent joueur défensif, doté d'un bras puissant lui permettant de relayer avec force du troisième au premier coussin, Ken Caminiti a remporté trois fois le Gant doré dans la Ligue nationale, avec les Padres de San Diego en 1995, 1996 et 1997.

## Vie personnelle
Ken Caminiti a lutté contre la drogue et l'alcool durant la majeure partie de sa carrière professionnelle, et après celle-ci. Il a suivi une cure de désintoxication en 2000.
Dans une entrevue au Sports Illustrated en 2002, soit un an après sa retraite, Caminiti a admis avoir consommé des stéroïdes durant la saison 1996, où il a été nommé joueur par excellence de la Ligue nationale, et durant les campagnes suivantes.
Il s'agissait du premier aveu du genre fait par un joueur des majeures, à l'époque où des rumeurs de dopage se faisaient de plus en plus persistances au sujet de certains athlètes. Les aveux de Caminiti ont fait l'objet de discussion dans l'enquête précédant la publication en 2007 du rapport Mitchell sur le dopage dans le baseball majeur.
Ken Caminiti est décédé au Lincoln Memorial Hospital de New York le 10 octobre 2004 après un arrêt cardiaque. La cause officielle du décès est une intoxication causée par un mélange de cocaïne et d'opiacés. Le coroner indiqua également que la maladie coronarienne et l'hypertrophie du cœur ont contribué à la mort de l'ancien joueur.